# 海軍大学校 (アメリカ合衆国)

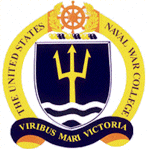
米海大の徽章

海軍大学校（かいぐんだいがっこう　Naval War College、略称: NWCまたはNAVWARCOL）は、アメリカ海軍の参謀学校。陸軍戦略大学、海兵隊大学校、空軍大学校と共にアメリカの上級軍事学校の一つをなす。

## 概要
1884年10月6日にスティーブン・ルースにより創設されたアメリカ海軍の参謀学校。開学時の教官にはタスカー・H・ブリス（後の米陸軍参謀総長）、ジェームズ・R・ソーリー（後のアメリカ海軍次官補（Assistant Secretary of the Navy））、アルフレッド・セイヤー・マハン（地政学者、海軍少将、『海上権力史論』の著者）がいる。
通算で5万人以上の学生が卒業し、海軍などの上級将校となっている。